# Franz Roth
Franz Roth (Memmingen, 27 aprile 1946) è un ex calciatore tedesco, di ruolo centrocampista.

## Caratteristiche tecniche
Giocava normalmente in posizione di mediano.

## Carriera

### Club
Esordisce in prima squadra con la maglia del Bayern Monaco nella stagione 1966-1967. Questa viene terminata con la conquista della prima delle tre Coppe di Germania totali, e, soprattutto, della Coppa delle Coppe: il giocatore si rivela decisivo nella finale di Norimberga, mettendo a segno al 109' l'unico gol della gara coi Rangers. Nella stagione 1968-1969 vince poi il primo dei quattro titoli nazionali, mentre nel 1973-1974 solleva la prima delle tre Coppe dei Campioni vinte insieme ai compagni: Roth apre le marcature nella seconda finale, terminata 2-0 sul Leeds Utd, e l'unico nella terza contro il Saint-Étienne: realizza quindi tre reti nelle finali disputate. Con i Rossi vince anche la Coppa Intercontinentale 1976.
Roth si trasferisce nel 1979 in Austria tra le file dell'Austria Salisburgo; rientrato in Germania Ovest termina la carriera nel 1985 dopo aver giocato nelle divisioni inferiori.

### Nazionale
Gioca 4 partite con la maglia della Germania Ovest tra il 1967 e il 1970.

## Statistiche

### Presenze e reti nei club
| Stagione        | Squadra         | Campionato      | Campionato | Campionato | Coppe nazionali | Coppe nazionali | Coppe nazionali | Coppe continentali | Coppe continentali | Coppe continentali | Altre coppe | Altre coppe | Altre coppe | Totale | Totale |
| Stagione        | Squadra         | Comp            | Pres       | Reti       | Comp            | Pres            | Reti            | Comp               | Pres               | Reti               | Comp        | Pres        | Reti        | Pres   | Reti   |
| --------------- | --------------- | --------------- | ---------- | ---------- | --------------- | --------------- | --------------- | ------------------ | ------------------ | ------------------ | ----------- | ----------- | ----------- | ------ | ------ |
| 1966-1967       | Bayern Monaco   | BL              | 20         | 7          | CG              | 5               | 0               | CdC                | 7                  | 2                  | -           | -           | -           | 32     | 9      |
| 1967-1968       | Bayern Monaco   | BL              | 32         | 5          | CG              | 4               | 2               | CdC                | 7                  | 0                  | -           | -           | -           | 43     | 7      |
| 1968-1969       | Bayern Monaco   | BL              | 34         | 2          | CG              | 6               | 0               | -                  | -                  | -                  | -           | -           | -           | 40     | 2      |
| 1969-1970       | Bayern Monaco   | BL              | 31         | 10         | CG              | 3               | 2               | CC                 | 2                  | 1                  | -           | -           | -           | 36     | 13     |
| 1970-1971       | Bayern Monaco   | BL              | 27         | 11         | CG              | 6               | 3               | CdF                | ?                  | ?                  | -           | -           | -           | 33+    | 14+    |
| 1971-1972       | Bayern Monaco   | BL              | 32         | 12         | CG              | 5               | 2               | CdC                | 8                  | 1                  | -           | -           | -           | 45     | 15     |
| 1972-1973       | Bayern Monaco   | BL              | 32         | 5          | CG+CdL          | 5+?             | 0+?             | CC                 | 6                  | 3                  | -           | -           | -           | 43+    | 8+     |
| 1973-1974       | Bayern Monaco   | BL              | 33         | 8          | CG              | 3               | 0               | CC                 | 9                  | 1                  | -           | -           | -           | 45     | 9      |
| 1974-1975       | Bayern Monaco   | BL              | 24         | 4          | CG              | 2               | 1               | CC                 | 5                  | 1                  | -           | -           | -           | 31     | 6      |
| 1975-1976       | Bayern Monaco   | BL              | 27         | 6          | CG              | 6               | 1               | CC                 | 8                  | 1                  | SU          | 2           | 0           | 43     | 8      |
| 1976-1977       | Bayern Monaco   | BL              | 20         | 1          | CG              | 3               | 1               | CC                 | 3                  | 0                  | SU+CInt     | 0+0         | 0+0         | 26     | 2      |
| 1977-1978       | Bayern Monaco   | BL              | 10         | 1          | CG              | 0               | 0               | CU                 | 1                  | 0                  | CPR         | ?           | ?           | 11+    | 1+     |
| Totale carriera | Totale carriera | Totale carriera | 322        | 72         |                 | 48+             | 12              |                    | 56+                | 10+                |             | 2+          | 0+          | 428+   | 94+    |

## Palmarès

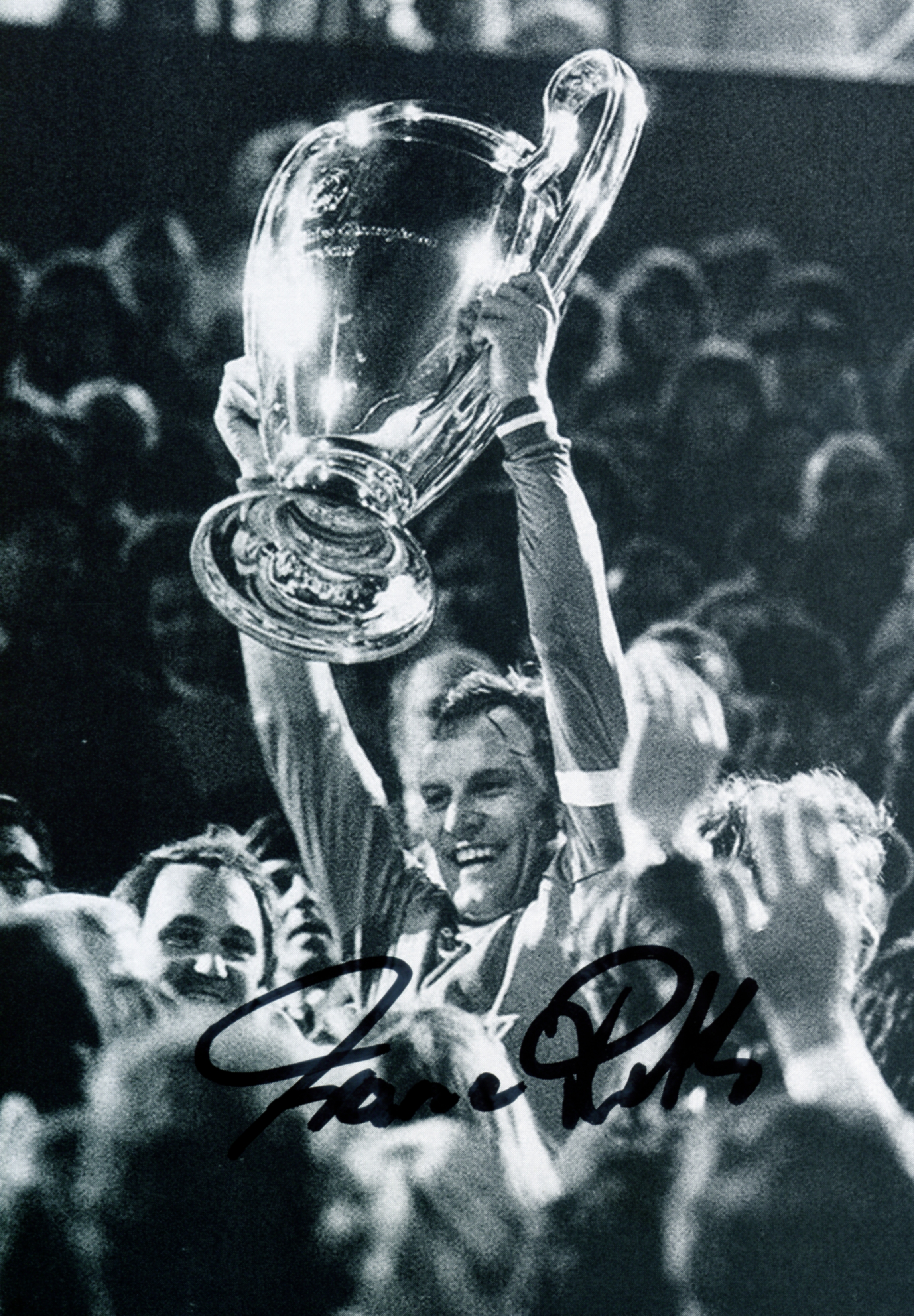
Roth con la Coppa dei Campioni.

### Competizioni nazionali
- Campionato tedesco: 4

Bayern Monaco: 1968-1969, 1971-1972, 1972-1973, 1973-1974
- Coppa di Germania: 3

Bayern Monaco: 1966-1967, 1968-1969, 1970-1971

### Competizioni internazionali
- Coppa dei Campioni: 3

Bayern Monaco: 1973-1974, 1974-1975, 1975-1976
- Coppa Intercontinentale: 1

Bayern Monaco: 1976
- Coppa delle Coppe: 1

Bayern Monaco: 1966-1967